# Dombóvár (distrikt)
Dombóvár är ett distrikt i Ungern. Det ligger i provinsen Tolna, i den västra delen av landet, 130 km sydväst om huvudstaden Budapest.